# Ouk Mic
Ouk Mic (sinh ngày 1 tháng 1 năm 1980 ở Campuchia) là một cầu thủ bóng đá người Campuchia đã giải nghệ từng thi đấu cho Preah Khan Reach ở Metfone C-League ở vị trí thủ môn. Ông được triệu tập vào Đội tuyển bóng đá quốc gia Campuchia tại Vòng loại AFF Suzuki Cup 2010 và Vòng loại giải vô địch bóng đá thế giới 2014 trước Lào.